# 第一種郵便物
第一種郵便物（だいいっしゅゆうびんぶつ）とは、日本郵便が定める郵便物の種別の一つ。第二種郵便物、第三種郵便物、第四種郵便物とならない郵便物全般をいう。単に、手紙（てがみ）と呼ばれる場合がある。

## 概要
第一種郵便物は一般には封書を指すことが多いが、定形外郵便物の規定内であれば封筒を用いる必要はない。
普通郵便として差し出すならば、郵便料金分の切手を郵便物に貼り、郵便ポストへ差し出すこともできる。郵便料金が不明の場合や、書留などの特殊取扱（なお、速達のみ、ポスト投函でも可）とする場合は、郵便窓口で郵便料金を計算し、料金を支払って差し出す。
第一種郵便物は郵便法によって信書を取り扱うことができる。また、定形外郵便物の最大規定は郵便物としての最大規定であり、これを超えると信書の取り扱いができない荷物（ゆうパックなど）の扱いとなる。

## 分類
第一種郵便物はサイズ・重量などによって以下のように分類される。それぞれの詳細についてはリンク先を参照。
| 項目           | 第一種郵便物     | 第一種郵便物     | 第一種郵便物     | 第一種郵便物            | 第一種郵便物   | 第一種郵便物   | 第一種郵便物    |
| 項目           | 定形 郵便物      | 定形外郵便物     | 定形外郵便物     | 郵便書簡 （ミニレター） | 特定封筒郵便物 | 特定封筒郵便物 | 特定封筒郵便物  |
| 項目           | 定形 郵便物      | 規格内           | 規格外           | 郵便書簡 （ミニレター） | レターパック   | レターパック   | スマート レター |
| 項目           | 定形 郵便物      | 規格内           | 規格外           | 郵便書簡 （ミニレター） | プラス         | ライト         | スマート レター |
| -------------- | ---------------- | ---------------- | ---------------- | ----------------------- | -------------- | -------------- | --------------- |
| 長辺           | 14〜23.5cm       | 〜34cm           | 〜60cm           | 16.5cm                  | 34cm           | 34cm           | 25cm            |
| 短辺           | 9〜12cm          | 〜25cm           |                  | 9.2cm                   | 24.8cm         | 24.8cm         | 17cm            |
| 厚さ           | 〜1cm            | 〜3cm            |                  | 〜1cm                   |                | 〜3cm          | 〜2cm           |
| 三辺合計       |                  |                  | 〜90cm           |                         |                |                |                 |
| 重量           | 〜50g            | 〜1kg            | 〜4kg            | 〜25g                   | 〜4kg          | 〜4kg          | 〜1kg           |
| 基本料金       | 110円            | 140円〜          | 260円〜          | 85円                    | 600円          | 430円          | 210円           |
| オプション付加 | ○                | ○                | ○                | ○                       | ×              | ×              | ×               |
| 郵便追跡       | オプションによる | オプションによる | オプションによる | オプションによる        | ○              | ○              | ×               |
| 休日配達       | オプションによる | オプションによる | オプションによる | オプションによる        | ○              | ○              | ×               |

| 項目           | （参考）その他の郵便物・荷物 | （参考）その他の郵便物・荷物 | （参考）その他の郵便物・荷物 | （参考）その他の郵便物・荷物 |
| 項目           | 通常はがき                   | ゆうメール                   | ゆうパケット                 | クリックポスト               |
| -------------- | ---------------------------- | ---------------------------- | ---------------------------- | ---------------------------- |
| 長辺           | 14〜15.4cm                   | 〜34cm                       | 〜34cm                       | 〜34cm                       |
| 短辺           | 9〜10.7cm                    | 〜25cm                       |                              | 〜25cm                       |
| 厚さ           |                              | 〜3cm                        | 〜3cm                        | 〜3cm                        |
| 三辺合計       |                              |                              | 〜60cm                       |                              |
| 重量           | 2〜6g                        | 〜1kg                        | 〜1kg                        | 〜1kg                        |
| 基本料金       | 85円                         | 180円〜                      | 250円〜                      | 185円                        |
| オプション付加 | ○                            | ○                            | ×                            | ×                            |
| 郵便追跡       | オプションによる             | オプションによる             | ○                            | ○                            |
| 休日配達       | オプションによる             | オプションによる             | ○                            | ○                            |

## 料金表
郵便料金には消費税が付加されている。

### 基本料金
以下、基本料金である。2017年6月1日より、定形外郵便物の料金は規格内と規格外に分けられた。
| 重量   | 定形    | 定形外  | 定形外 |
| 重量   | 定形    | 規格内  | 規格外 |
| ------ | ------- | ------- | ------ |
| 〜50g  | 110円   | 140円   | 260円  |
| 〜100g |         | 180円   | 290円  |
| 〜150g | 270円   | 390円   |        |
| 〜250g | 320円   | 450円   |        |
| 〜500g | 510円   | 660円   |        |
| 〜1kg  | 750円   | 920円   |        |
| 〜2kg  |         | 1,350円 |        |
| 〜4kg  | 1,750円 |         |        |

### オプション料金
以下、オプションサービスの料金は基本料金に付加する。それぞれの詳細についてはリンク先を参照。
| オプション         | オプション         | 料金     | 郵便追跡 | 休日配達 |
| ------------------ | ------------------ | -------- | -------- | -------- |
| 速達               | 〜250g             | +300円   |          | ○        |
| 速達               | 〜1kg              | +400円   |          | ○        |
| 速達               | 〜4kg              | +690円   |          | ○        |
| 配達時間帯指定     | 〜250g             | +440円   | ○        | ○        |
| 配達時間帯指定     | 〜1kg              | +570円   | ○        | ○        |
| 配達時間帯指定     | 〜4kg              | +920円   | ○        | ○        |
| 書留               | 一般               | +480円〜 | ○        | ○        |
| 書留               | 現金               | +480円〜 | ○        | ○        |
| 書留               | 簡易               | +350円   | ○        | ○        |
| 引受時刻証明       | 引受時刻証明       | +350円   | ○        | ○        |
| 配達証明           | 差出時             | +350円   | ○        | ○        |
| 配達証明           | 差出後             | +480円   | ○        | ○        |
| 内容証明           | 内容証明           | +480円〜 | ○        | ○        |
| 特別送達           | 特別送達           | +630円   | ○        | ○        |
| 特定記録           | 特定記録           | +210円   | ○        |          |
| 本人限定受取       | 本人限定受取       | +270円   | ○        | ○        |
| 返信依頼郵便       | 返信依頼郵便       | +420円   |          |          |
| 代金引換           | 代金引換           | +290円   | ○        | ○        |
| 配達日指定         | 平日               | +42円    |          | ○        |
| 配達日指定         | 休日               | +270円   |          | ○        |
| 特別あて所配達郵便 | 特別あて所配達郵便 | +150円   |          |          |

## 基本料金の遷移
過去の第一種郵便物の基本料金は以下の通りだった。
| 期間                          | 定形  | 定形  | 定形外 | 定形外 | 定形外 | 定形外 | 定形外 | 定形外 | 定形外  | 定形外  | 定形外  |
| 期間                          | 〜25g | 〜50g | 〜50g  | 〜100g | 〜150g | 〜250g | 〜500g | 〜1kg  | 〜2kg   | 〜3kg   | 〜4kg   |
| ----------------------------- | ----- | ----- | ------ | ------ | ------ | ------ | ------ | ------ | ------- | ------- | ------- |
| （1997年8月1日時点）          | 80円  | 90円  | 130円  | 190円  | 270円  | 270円  | 390円  | 700円  | 950円   | 1,150円 | 1,350円 |
| 〜2014年3月31日               | 80円  | 90円  | 120円  | 140円  | 200円  | 240円  | 390円  | 580円  | 850円   | 1,150円 | 1,150円 |
| 2014年4月1日 〜2017年5月31日  | 82円  | 92円  | 120円  | 140円  | 205円  | 250円  | 400円  | 600円  | 870円   | 1,180円 | 1,180円 |
| 2017年6月1日 〜2019年9月30日  | 82円  | 92円  | 120円  | 140円  | 205円  | 250円  | 380円  | 570円  |         |         |         |
| 2017年6月1日 〜2019年9月30日  | 82円  | 92円  | 200円  | 220円  | 290円  | 340円  | 500円  | 700円  | 1,020円 | 1,330円 | 1,330円 |
| 2019年10月1日 〜2024年9月30日 | 84円  | 94円  | 120円  | 140円  | 210円  | 250円  | 390円  | 580円  |         |         |         |
| 2019年10月1日 〜2024年9月30日 | 84円  | 94円  | 200円  | 220円  | 300円  | 350円  | 510円  | 710円  | 1,040円 | 1,350円 | 1,350円 |